# Intersemiotično prevajanje
Intersemiotično prevajanje oziroma prenašanje je tolmačenje verbalnih znakov v neverbalne znakovne sisteme. Ukvarja se z dvema ali več popolnoma različnima oznakama npr. z lingvistično in glasbeno in/ali plesno in/ali slikovno. Intersemiotično prevajanje se uporablja tudi v grafičnem oblikovanju in vrstah oglaševanja. Nekatere ideje so ustno prevedene v slike (grafiko) in gibe. Tako je lahko nekaj upodobljenega z besedami in potem »prevedena« v sliko, ki bo prinašala enako sporočilo kot izvirne besede. 
Kot najbolj kompleksen prevod - se ukvarja z dvema različnima semiotičnima oznakama. Ta vrsta prevajanja se ukvarja s prestavitvijo besedila iz enega (izvirnega) jezika v ciljni jezik, pri čemer je jezik različen, oznake pa enake. Material za to vrsto oznak se sestavlja iz zvokov in znakov, ki sestavljajo besede. Ne glede na to, kakšen je jezik, je označevanje podobno. 
Primer: Ko je Čajkovski komponiral Romea in Julijo, je dejansko opravil intersemiotični prevod: »prevedel« je Shakespearovo dramsko igro iz lingvističnih oznak v glasbene. Izrazje je bilo torej popolnoma spremenjeno iz besed v melodijo. Ker je bila glasba namenjena baletu, je baletni plesalec ali plesalka naprej »prevajal/-a« iz notnega zapisa v plesno, ki se izraža skozi gibe telesa. 
Ker se izvirno besedilo in prevedeno besedilo ne moreta najbolje primerjati v okvirih specifičnih kriterijev koncepta prenosljivosti in primernosti, jih lahko obravnavamo le v običajnih pogojih. Besedilna prenosljivost sledi principom, na podlagi katerih ima lahko izvirnik veliko različnih prevodov, vsak od katerih je potencialno sprejemljiv; ta potencial je še bolj razvit v intersemiotičnem prevajanju, do točke, ko je poskus ponovnega prevoda v izvirnik – v upanju na obnovitev izvirnega teksta – nedosegljiv. Ni mogoče prepoznati besedila, ki je bil ponovno preveden, ker bo nastalo novo. 
Pri intersemiotičnem prevajanju, kot pri vseh oblikah prevajanja, je namesto pretvarjanja, da je možno prevesti oziroma prenesti vse, priporočljivo, da vzamemo določeno izgubo v račun že od začetka. Tako določimo strategijo prevajanja, ki nam omogoča, da povzamemo najbolj pomembne podatke v besedilo. Clüver pravi, da je prevedeno besedilo neizogibno neenako izvirnemu besedilo in istočasno vsebuje nekaj manj ali nekaj več kot izvirnik.  
Primer Prokofjevega dela Peter in volk: v nekaterih različicah za otroke obstaja celo predgovor, v katerem je pojasnjeno, katere glasbene inštrumente naj uporabljajo, da se približajo književnim osebam basni, da je izbira predstavnika vidna tudi uporabniku. V tem primeru so prevajalski kriteriji očitni, kot tudi kar je bilo preneseno v glasbo, kar je lahko najdeno v basni in kar je ostalo kot izguba pri prevajanju. 